# Empshott
Empshott är en by i civil parish Hawkley, i distriktet East Hampshire, i grevskapet Hampshire i England. Byn är belägen 8 km från Petersfield. Empshott var en civil parish fram till 1932 när blev den en del av Hawkley. Civil parish hade 171 invånare år 1931. Byn nämndes i Domedagsboken (Domesday Book) år 1086, och kallades då Hibesete.